# David Gitari
David Gitari (ur. 16 września 1937, zm. 30 września 2013) – kenijski anglikański arcybiskup

## Życiorys
W 1972 roku otrzymał święcenia kapłańskie, a w dniu 20 lipca 1975 roku został konsekrowany na biskupa diecezji Mount Kenya. 12 stycznia 1997 roku został wybrany na arcybiskupa Kościoła anglikańskiego w Kenii. 14 lipca 1998 roku otrzymał doktorat honoris causa. W dniu 16 września 2002 roku przeszedł na emeryturę. Jego żoną była Grace Muna, z tego związku miał troje dzieci. Zmarł 30 września 2013 roku, mając 76 lat.